# Enfrentamientos en la campiña de Damasco (noviembre 2011–marzo 2012)
Los Enfrentamientos en la Campiña de Damasco fueron una serie de disturbios y enfrentamientos armados en y alrededor de Damasco, la capital de Siria, desde noviembre de 2011 hasta un punto muerto en marzo de 2012. La violencia fue parte de la fase de insurgencia temprana más amplia de la Guerra Civil Siria. En los suburbios y el centro de Damasco se llevaron a cabo grandes protestas a favor del gobierno y en contra del gobierno, y la situación se agravó cuando los miembros del Ejército Sirio Libre (FSA, por sus siglas en inglés) comenzaron a atacar objetivos militares en noviembre.
Se afirma que en enero de 2012, partes de las zonas rurales de Damasco y los suburbios de Damasco comenzaron a caer bajo el control de la oposición. El 27 de enero de 2012, el ejército sirio lanzó una operación militar que retomó los suburbios de Damasco y la ciudad de Zabadani con la ofensiva que terminó el 11 de febrero. Sin embargo, los combates continuaron, cuando el 15 de febrero se vio a combatientes de la FSA en las calles de un distrito en el centro de Damasco, tratando de reclutar y mezclarse con manifestantes de la oposición. Algunas protestas contra el gobierno seguían en curso después de la ofensiva del ejército.
El 12 de marzo de 2012, se registraron importantes enfrentamientos en el centro de Damasco entre las FSA y el ejército sirio por primera vez. En abril de 2012, el enviado de paz de la ONU, Kofi Annan, negoció un frágil alto el fuego. Sin embargo, tras el colapso del alto el fuego, en julio de 2012, los ataques rebeldes estallaron nuevamente en la mayoría de los suburbios y áreas rurales de Damasco, lanzando la Batalla de Damasco, también conocida como Operación Volcán de Damasco..

## 2011, disturbios y enfrentamientos
Varias protestas contra el gobierno fueron atacadas por "Shabiba" y muriendo 23 personas en los enfrentamientos. Hubo más muertos en octubre y noviembre.

### Noviembre
El 16 de noviembre de 2011, según fuentes de la oposición, desertores del ejército sirio atacaron una oficina de inteligencia militar en Harasta matando a seis soldados e hiriendo a más de 20. "El Ejército Libre de Siria atacó con cohetes y RPG", dijo Omar Idlibi, el portavoz con sede en Beirut para los Comités de Coordinación Local Sirios de la oposición. También se dijo que todos los desertores del ejército involucrados regresaron después del ataque. Todos los demás ataques apuntaron a puestos de control militares en los suburbios de Douma, Qaboun y Arabeen y Saqba, matando a tres soldados. .  Un funcionario ruso dijo que el estallido de la lucha en Damasco "parece una guerra civil".
El 20 de noviembre de 2011, se informó de una fuerte explosión en Damasco, por un ataque con granadas contra oficinas del Partido Baath.
El Ejército Libre de Siria más tarde se adjudicó la responsabilidad del ataque, diciendo que dispararon dos granadas propulsadas por cohetes contra el edificio.

### Diciembre
En diciembre de 2011, Al Jazeera publicó un artículo; en el que afirmaba que los manifestantes en los suburbios de Damasco se reunían todas las noches para dar a conocer su apoyo al Ejército Sirio Libre. A pesar de que esta desinformación no trajo a nadie a las calles, el artículo se modificó posteriormente.
El 4 de diciembre de 2011, la agencia de noticias SANA informó que el domingo se llevó a cabo una procesión fúnebre por 13 soldados muertos. Afirmó que murieron mientras estaban en el cumplimiento del deber en el campo de Damasco. El 23 de diciembre de 2011, la televisión estatal siria afirmó que dos explosiones en bases de seguridad en Damasco fueron causadas por terroristas suicidas; Varios militares y civiles fueron asesinados. Al menos 44 personas murieron y otras 55 resultaron heridas. La televisión estatal afirmó que "varios soldados y un gran número de civiles" habían muerto en los atentados, aunque era difícil determinar una cifra exacta.

## 2012 disturbios y enfrentamientos

### Enero
El 6 de enero de 2012, SANA afirmó que otro atacante suicida mató al menos a 26 personas cuando un edificio de la policía o de inteligencia fue atacado. Sin embargo, la oposición señaló al gobierno, diciendo que "este es un plan organizado por el gobierno para disuadir a miles de personas que planeaban converger en ese mismo lugar para pedir a la comunidad internacional que intervenga y haga cumplir una prohibición de vuelo". Más tarde, SANA informó sobre la muerte del general Mohammed Abdul-Hamid al-Awwad, alegando que fue asesinado mientras se dirigía a trabajar en el área de Al-Ghouta. Su conductor, quien resultó herido, dijo que "Cuando nos dirigíamos a la unidad militar del general de brigada, vimos un taxi a la derecha de la carretera ... nos adelantó y luego nos bloqueó. Cuatro pistoleros comenzaron a dispararnos. Brigadier al -Awwad recibió un disparo en la cabeza y también fui herido." El 12 de enero de 2012, la televisión estatal informó que un autobús del ejército fue atacado en el área de la campiña de Damasco, matando a cuatro soldados e hiriendo a ocho.  Seis soldados más (incluido un coronel) murieron en batallas alrededor de la provincia, según el gobierno sirio.
El 19 de enero de 2012, un oficial de seguridad sirio fue asesinado después de un atentado contra su automóvil en el barrio de al-Tadhamun en Damasco.
El 22 de enero de 2012, en medio de la batalla de Douma, dos oficiales y un soldado del ejército sirio y un desertor fueron asesinados en el área de Talfita..
Damasco rural quedó bajo control rebelde. En el hospital de la policía en Harasta, el personal dijo que la mayor parte de las zonas rurales de Damasco no estaban controlada por las fuerzas gubernamentales y que hombres armados secuestraban y mataban a los afiliados al gobierno en esas áreas. "Cualquier placa de automóvil que pertenezca al gobierno no puede conducir dentro de Harasta, nosotros, como médicos, no podemos ir, secuestraron uno de nuestros automóviles hace una semana", dijo un médico.
Según el gobierno sirio, el general de brigada Hassan Abdullah al-Ibrahim y un teniente primero murieron cuando su automóvil fue atacado.

#### Ofensiva del Ejército sirio
El 27 de enero de 2012, el ejército sirio asaltó Duma.
El 28 de enero de 2012, siete soldados más murieron alrededor de Damasco en medio de la ofensiva. Fueron emboscados. Más tarde, SANA informó que el autobús fue emboscado cerca de Douma, y transportaba oficiales del ejército, en el que murieron siete de los oficiales.
El 29 de enero de 2012, el ejército sirio lanzó una ofensiva, intentando recuperar algunos de los suburbios de Damasco del control rebelde. Apareció un video amateur que mostraba los tanques avanzando hacia Al-Ghouta y Zamalka. . Según los insurgentes 14 civiles y 5 milicianos murieron en los bombardeos. 2.000 soldados y 50 tanques y vehículos blindados tomaron parte en la ofensiva. Sin embargo, se encontraron con una feroz resistencia y seis soldados del gobierno, entre ellos dos oficiales, murieron y seis resultaron heridos en Sahnaya cuando su autobús fue atacado.  También se informó de enfrentamientos cerca del aeropuerto de Damasco, lo que llevó a su cierre.  Douma, Saaba, Arbin y Hamuriyeh, también fueron afectados por los enfrentamientos.
 Después de dos días de enfrentamientos, los insurgentes confirmaron que el ejército sirio recuperó el control de algunos de los suburbios del este de Damasco. Hamouriyeh fue tomada por el gobierno sirio, al igual que Kfar Batna al final de los enfrentamientos. La FSA y las fuerzas del gobierno aún luchaban en el suburbio de Saqba.  Sin embargo, el ejército sirio libre recuperó el control de Douma. Otros 11 soldados habían muerto en la ofensiva del gobierno en el suburbio de Al-Ghouta, así como seis civiles.
El 30 de enero de 2012, los combates se calmaron cuando el ejército sirio extendió su control en Ghouta. Los militares también avanzaron a través de Saqba. Un activista dijo que la FSA se mudó de los suburbios y que el ejército sirio arrestó a 200 miembros insurgentes en Hammourya. El número total de los muertos en los tres días anteriores, desde que comenzaron los combates en la zona fue de 100. Después de los combates, el Ejército Sirio Libre se retiró a posiciones no identificadas dentro de los 10 kilómetros de Damasco.
El 31 de enero, el ejército sirio continuó avanzando para aplastar los últimos bolsillos de las FSA. El ejército disparó al aire, mientras avanzaban con tanques incluso más allá de las posiciones desde donde se retiró la FSA.

### Febrero 2012
El 1 de febrero, el ejército sirio amplió sus operaciones, y más tropas se trasladaron a la zona montañosa de Qalamoun. Más al norte, las tropas que tomaron el control de Rankous, comenzaron a extender su control a las tierras de cultivo que rodeaban la ciudad. En el combate en Wadi Barada, el Comité Local de Coordinación informó inicialmente que 12 personas, entre ellas seis combatientes de la FSA, murieron. Cuatro de ellos murieron durante un bombardeo de tanques por parte de los militares en un intento de expulsar a las unidades del Ejército Sirio Libre que operaban en el área. Un portavoz rebelde calculó el número de muertos en 15. La ciudad de Deir Kanoun y Ein al Fija también estaban bajo asaltos del ejército, según el opositor SOHR. La agencia estatal de noticias de Siria, SANA, dijo que un general, Rajeh Mahmoud, fue asesinado junto con otros tres soldados en las afueras de Damasco
La FSA trataron de resistir en Saqba contra la recuperación del ejército sirio, sin éxito. La lucha se había detenido después de que los soldados despejaron el área calle por calle. Los puestos de control estaban vigilados en las intersecciones principales.
La ofensiva estatal tenía el objetivo de limpiar a los rebeldes de todas las áreas cercanas a la capital y establecer una zona de seguridad.
El 2 de febrero de 2012, se confirmó que el ejército sirio había recuperado Duma. Los desertores del ejército habían huido al campo de Damasco.
El 9 de febrero de 2012, siete soldados fueron enterrados después de ser asesinados en combates en los suburbios de Damasco y otras áreas.
El 10 de febrero de 2012, miembros del Ejército Sirio Libre lucharon durante cuatro horas con tropas blindadas que ingresaron a Al Qaboun varios combatientes de las FSA resultaron heridos.
El 11 de febrero de 2012, se informó de más combates SANA informó que tres hombres armados mataron a tiros a otro general del ejército. El general Issa al-Khouli recibió un disparo en la mañana cuando salía de su casa en el vecindario de Rukn-Eddine. Era el director de un hospital militar en Damasco. Mientras tanto, se informó de enfrentamientos en el suburbio de Douma, soldados irrumpieron en la Gran Mezquita y detuvieron a varias personas que estaban dentro.
El 14 de febrero, la agencia de prensa siria dijo que las fuerzas de seguridad descubrieron un escondite de los insurgentes y confiscaron armas, equipos para fabricar bombas y trajes militares. El 15 de febrero, las tropas de élite sirias lanzaron una gran operación en el suburbio de Barzeh para ubicar el escondite de los insurgentes, con alrededor de 1.000 soldados desplegados..
El 18 de febrero de 2012, se descubrió un escondite militar en Douma según informaron los medios estatales, donde las fuerzas de seguridad encontraron 6 rifles de asalto Kalashnikov, 3 rifles de francotirador, 2 RPGs, 2 armas turcas, una escopeta turca.
El 19 de febrero de 2012, el área estaba en calma, aunque la oposición pidió un "día de desafío" aún mayor después de las protestas del día anterior. Como nadie se presentó, la oposición luego afirmó que las protestas no podían continuar debido a que las fuerzas de seguridad estaban desplegadas en algunos distritos del centro de Damasco.

### Marzo
El 3 de marzo de 2012, el jefe del Ejército Sirio Libre, Riad al-Asaad, dijo a al-Jazeera que los miembros de la FSA habían tomado el control de depósitos de armas en Damasco. También afirmó que asesinaron a 100 soldados. Sin embargo, esto no fue confirmado por ningún medio de comunicación o los grupos de oposición responsables de rastrear las muertes.  La declaración de Riad al-Asaad se hizo después de que otro líder de la FSA afirmara que 100 soldados murieron o resultaron heridos cuando la FSA tomó el control de las bases. Este líder de la FSA había dicho que el informe era preliminar, antes de que fuera confirmado por el comandante de la FSA. Dos rebeldes y siete personas que los albergaban fueron asesinados por el ejército sirio en Duma. El 10 de marzo, dos soldados y tres rebeldes murieron en un enfrentamiento en Daryaa.
El 11 de marzo de 2012, el opositor S.O.H.R. informó que 19 soldados murieron en Idlib y en el campo de Damasco, 7 de ellos murieron en idlib. Al día siguiente, 3 rebeldes fueron asesinados.
El 13 de marzo de 2012, SANA afirmó que un coronel fue asesinado en el campo de Damasco. Le dispararon mientras se dirigía a su unidad militar, causando su muerte instantánea.
El 12 de marzo de 2012, se registraron importantes enfrentamientos en el centro de Damasco entre la FSA y el ejército por primera vez. Las batallas estallaron en el área de Rukn Al-Din.
El 16 de marzo de 2012, se informó de fuertes combates en varios suburbios de Damasco. Tres soldados fueron reportados muertos. Esto ocurrió antes de un coche bomba, que mató a 27 personas e hirió a otras 140. Entre los muertos había miembros de las fuerzas de seguridad, ya que las bombas apuntaban a una base de inteligencia de la fuerza aérea y un centro de seguridad criminal.
El 18 de marzo de 2012 se produjeron intensos combates en el distrito de Mezze. Los medios estatales afirmaron que dos rebeldes y un miembro de las fuerzas de seguridad murieron en los combates. "Estos enfrentamientos fueron los más violentos y más cercanos al cuartel general de las fuerzas de seguridad en Damasco desde el estallido de la revolución siria", dijo el opositor Observatorio Sirio para los Derechos Humanos.  Los detalles de la lucha surgieron más tarde. Según el Sunday Times, los combates terminaron con un general sunita de alto rango, desertó a las FSA, y su familia fue escoltada de su hogar bajo la protección de los rebeldes. El líder de esta fuerza dijo que 3 unidades de la FSA habían lanzado un ataque contra Mezze a la hora cero para asegurar al general desertor. Al final, el ejército envió helicópteros armados para dominar los choques, matando a 7 combatientes de la oposición, según las FSA. Además, según informes, 80 elementos de las fuerzas de seguridad, murieron y 200 resultaron heridos durante los enfrentamientos. El comandante adjunto del Ejército Sirio Libre también dijo que dos tanques militares fueron destruidos durante la operación
El 20 de marzo de 2012, el Ejército Libre de Siria en Duma liberó a un general del ejército que habían detenido a cambio de varios prisioneros.
El 24 de marzo de 2012, después de que 8 manifestantes resultaran heridos en una protesta en Damasco, estallaron enfrentamientos "muy violentos" en el área.
El 26 de marzo de 2012, tres soldados fueron asesinados como un autobús militar fue atacado en Harasta.
El 27 de marzo de 2012, el jefe de la rama de inteligencia de la Fuerza Aérea en Siria fue asesinado en un ataque en Damasco. El coronel Iyad Mando, era considerado el jefe de uno de los cuerpos más poderosos del estado.
El 30 de marzo de 2012, las FSA secuestró a un general de la fuerza aérea en Damasco. Además, en los suburbios de Harasta e Irbin, los insurgentes dispararon RPG contra edificios militares, matando al menos a un soldado.

### Abril

#### Alto el fuego (del 14 abril hasta el 1 de junio de 2012)
Ocurrieron incidentes esporádicos en Damasco y en la gobernación de Rif Damasco durante el alto el fuego. Tras el colapso del alto el fuego debido a los continuos ataques de grupos rebeldes independientes, el área se convirtió en el escenario de los enfrentamientos de Damasco del verano de 2012.
El 18 de abril de 2012, el gobierno afirmó que un oficial del ejército, un teniente coronel, había muerto a tiros en Duma.
El 21 de abril de 2012, un oficial, primer teniente, fue presuntamente muerto a tiros en el campo de Damasco.
El 25 de abril de 2012, 3 agentes militares fueron asesinados en Damasco.
El 28 de abril de 2012, después de que un atentado suicida sacudiera Damasco, los medios estatales informaron de 11 muertos.
El 28 de abril de 2012,  S.O.H.R. afirmó que el ejército sirio mató a 10 rebeldes en la región de Damasco.
El 29 de abril de 2012, los medios estatales informaron que 2 guardias fronterizos habían muerto en combates en el campo de Damasco.
El 30 de abril de 2012, el general de brigada Shaker Tayjon fue asesinado por una explosión en el campo de Damasco, según los medios estatales. Otro oficial, un teniente coronel fue presuntamente asesinado por una bomba. Además, un director de un hospital militar dijo a Sky News que entre 10 y 15 soldados muertos llegaban cada día y que se estaba tratando al mismo número por las lesiones sufridas en los combates. Estas cifras solo incluían incidentes en la capital y el sur de Siria.

### Mayo
El 2 de mayo de 2012, en Harasta, seis miembros de las fuerzas de seguridad murieron en enfrentamientos con la oposición armada, según S.O.H.R.
El 3 de mayo de 2012, 7 soldados y 1 rebelde fueron asesinados.
El 9 de mayo de 2012, 7 miembros de una milicia oficialista murieron cuando su autobús fue destruido con granadas propulsadas por cohetes en el borde de Irbin.
El 13 de mayo de 2012, un coronel del ejército y otros agentes fueron asesinados.
El 24 de mayo de 2012, un teniente coronel fue asesinado a tiros de acuerdo con el gobierno sirio. 5 agentes de policía y 4 trabajadores también fueron muertos durante el transcurso del día en una batalla.

### Junio

#### Fin de Alto el fuego, 1 de junio
El 1 de junio de 2012, luego del asesinato de personal del Ejército, reiniciaron sus operaciones en Daraya.
El 2 de junio de 2012, 8 soldados fueron asesinados en las afueras de Damasco por las FSA.
El 9 de junio de 2012, en Damasco, se dieron enfrentamientos nocturnos.
El 10 de junio de 2012, tres policías murieron cuando una bomba explotó y destruyó su vehículo. Además, alrededor de 600 combatientes del Ejército Libre Sirio atacaron simultáneamente objetivos del Gobierno y objetivos del ejército sirio desde cinco direcciones alrededor de la capital, en el ataque más grande y más organizado en Damasco en ese momento.
A principios de junio, los rebeldes atacaron  autobuses en Qaboun, matando a 20 hombres de Shabiha y provocando que fuerzas del cercano complejo de inteligencia de la Fuerza Aérea dispararan armas antiaéreas y proyectiles de mortero pesados en el distrito, 
El 16 de junio de 2012, tres milicianos murieron en Duma y una gran cantidad fueron arrestados cuando las autoridades allanaron sus escondites.
El 17 de junio de 2012, el ejército sirio atacó una vez más los suburbios de Damasco.
El gobierno sirio afirmó que mataron a un hombre que había participado montando coches bomba en Damasco.
Se informó de enfrentamientos en Duma y Harasta con un general del ejército sirio y un capitán de policía asesinado por la FSA.  El muerto teniente general Ghassan Khalil Abu al-Dhahab fue asesinado a tiros en Duma.
El 25 de junio, 11 soldados fueron capturados por las FSA en Damasco.
El 26 de junio, los rebeldes hicieron estallar una pieza de artillería en la entrada de Qudsaya. El ejército también asaltó Barzeh en medio de intensos combates.
El 27 de junio, una estación estatal fue atacada, matando a siete personas, cuatro de los servicios de seguridad y tres periodistas, mientras que 13 rebeldes murieron cerca de Douma.
La mayoría de los 200,000 habitantes fueron obligados a huir de Duma como resultado de la captura de los rebeldes con el consiguiente bombardeo del ejército, lo que resultó en el colapso de la vida cotidiana en Damasco. Las fuerzas de seguridad impusieron un toque de queda no oficial después de las 7 u 8 p. m..
El 29 de junio, el ejército sirio continuó su represión contra los rebeldes en Duma, matando a decenas de rebeldes y arrestando a otros.
El 30 de junio, se informó que los militares habían recuperado el control de Duma después de una ofensiva militar de 10 días. El ejército luchó para controlar el anillo de los suburbios y asentamientos en el campo circundante. El ejército lanza ofensivas frecuentes en los suburbios solo para ver cómo regresan al control de los rebeldes después de irse.
El 30 de junio, en Duma, el ejército sirio dijo que se apoderaron de 3 almacenes de armas rebeldes y de una fábrica de explosivos utilizada para ataques terroristas, donde murieron decenas de rebeldes y muchos otros fueron arrestados. SANA informó que decenas de rebeldes fueron asesinados, mientras que muchos otros fueron arrestados.
También los residentes informaron que el ejército, después de semanas de intensos bombardeos, finalmente logró abrirse camino hacia el centro de la ciudad de Duma, controlado por los rebeldes, y estaba barriendo las calles en busca de combatientes rebeldes.
42 soldados murieron, la mayoría de ellos en el último día y medio cuando el ejército sirio entró en Duma después de haber bombardeado la ciudad durante días.

### Julio
El 1 de julio, se informó que 85 personas murieron a causa de un coche bomba atacó a una marcha fúnebre. Imágenes de video aparecieron en internet mostrando las explosiones y sus consecuencias. Un informe falso inicial del SOHR del Reino Unido dijo que fue el gobierno el que mató al menos a 30 manifestantes civiles en este ataque
 El 10 de julio, 2 soldados fueron asesinados cuándo su vehículo de suministro militar fue destruido en el sur de Damasco.
El 11 de julio, hubo fuertes combates en Zabdin, donde miembros de la FSA atacaron una base de misiles, lo que provocó la deserción de al menos 27 soldados allí. Los choques, las incursiones y los bombardeos también continuaron en Irbeen, Douma, Zamalka y Kafarsoussah..
El 12 de julio, el ejército sirio por primera vez bombardeó zonas de Damasco. La artillería disparó varios proyectiles hacia los huertos en el distrito de Kfar Souseh donde, según informes, la FSA estaba escondida. También hubo enfrentamientos en el suburbio de New Artouz, a unos 15 km de Damasco.
El 14 de julio, se produjo una importante escalada en Damasco del 14 al 15 de julio, cuando se realizó un ataque coordinado de múltiples fuerzas rebeldes en los barrios de Damasco.
El 15 de julio, se informó de intensos combates en algunos barrios del centro de Damasco cuando el ejército avanzó para expulsar a los rebeldes. Los rebeldes que luchaban eran los que fueron aplastados en Duma y otros suburbios y huyeron a Damasco. Los combates también cerraron la carretera que lleva del centro de Damasco al aeropuerto.
El 16 de julio de 2012, por segundo día, los fuertes enfrentamientos en los distritos del sur de Midan y Tadhamon en Damasco, el ejército logró rodear a las fuerzas rebeldes en el área y enviaron tanques y otros vehículos blindados. Los rebeldes consideraron que los enfrentamientos eran una redada de ellos contra la capital, mientras que el gobierno lo llamó una operación militar de 48 horas para despejar el área de las fuerzas de la oposición.  También hubo indicios de que el gobierno sabía sobre la incursión planeada de los rebeldes y actuó sobre la información.
El 17 de julio, se informó de disparos en una de las principales calles centrales y se informó de disparos con ametralladoras en la cercana plaza Bahrat de Sabaa, sede del Banco Central de Siria, que fue escenario de varias manifestaciones importantes a favor del gobierno. La lucha continuaba en los distritos del sur de Midan y Kfar Sousa y en los distritos del norte de Barzeh y Qaboun.
 Un comandante de la FSA afirmó que la batalla por la "liberación" de Damasco había comenzado, y otro lo había llamado Operación Volcán de Damasco.
Pero Tarek, el portavoz rebelde en Damasco, desestimó los anuncios, afirmando que los enfrentamientos eran solo escaramuzas. También dijo que la FSA no comenzó la batalla, lo que estaría en línea con los informes anteriores de que los militares realizaron un ataque preventivo contra las fuerzas de la oposición, luego de enterarse de su plan de ataque a la capital.
El 18 de julio, fue bombardeada la sede de la Seguridad Nacional con 4 generales 4 asesinados; El ministro de Defensa Dawoud Rajiha, el jefe adjunto de las fuerzas armadas Assef Shawkat, el general Hasan Turkmani y el jefe de seguridad nacional Hisham Ikhtiyar.